# Pacto das Catacumbas

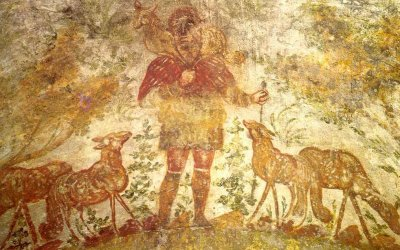
O Bom Pastor (Catacumba de Domitila)

O Pacto das Catacumbas foi um documento redigido e assinado por quarenta padres participantes do Concílio Vaticano II, entre eles muitos bispos latino-americanos e brasileiros, no dia 16 de novembro de 1965, pouco antes da conclusão do concílio. Este documento foi firmado após a eucaristia na Catacumba de Domitila.
Por este documento de 13 itens, os signatários comprometeram-se a levar uma vida de pobreza, rejeitar todos os símbolos ou os privilégios do poder e a colocar os pobres no centro do seu ministério pastoral. Comprometeram-se também com a colegialidade e com a co-responsabilidade da Igreja como Povo de Deus, e com a abertura ao mundo e a acolhida fraterna. Um dos proponentes do pacto foi Dom Hélder Câmara. Este pacto influenciou a nascente teologia da libertação e os rumos da Segunda Conferência Geral do Episcopado Latino-Americano, realizada em Medellín.
Os bispos brasileiros signatários do pacto foram Dom Antônio Batista Fragoso, da Diocese de Crateús, Dom Francisco Austregésilo de Mesquita Filho da Diocese de Afogados da Ingazeira, Dom João Batista da Mota e Albuquerque, arcebispo de Vitória, monsenhor Luís Gonzaga Fernandes, sagrado bispo auxiliar de Vitória dias depois, Dom Jorge Marcos de Oliveira, da diocese de Santo André, Dom Helder Camara, arcebispo de Olinda e Recife, Dom Henrique Golland Trindade, OFM, arcebispo de Botucatu e Dom José Maria Pires, arcebispo da Paraíba.